# Pleione bulbocodioides
Pleione bulbocodioides är en flerårig växtart i släktet Pleione och familjen orkidéer. Den beskrevs först av Adrien René Franchet och fick sitt nu gällande namn av Robert Allen Rolfe. Arten kan hybridisera med P. yunnanensis; hybridarten kallas P. × taliensis.

## Utbredning
Arten förekommer i Kina från sydöstra Tibet och österut. Den odlas även som krukväxt.